# Artemisia michauxiana
Artemisia michauxiana là một loài thực vật có hoa trong họ Cúc. Loài này được Besser mô tả khoa học đầu tiên năm 1834.